# 15676 Almoisheev
15676 Almoisheev eller 1978 TQ5 är en asteroid i huvudbältet som upptäcktes den 8 oktober 1978 av den ryska astronomen Ljudmila Tjernych vid Krims astrofysiska observatorium på Krim. Den är uppkallad efter Alexandr Alexandrovich Moisheev.